# 우고 두로
우고 두로 페랄레스 (Hugo Duro Perales, 1999년 11월 10일 ~ )는 스페인의 축구 선수이며, 발렌시아에서 스트라이커로 뛰고 있다.

## 클럽 경력
마드리드의 게타페에서 태어난 듀로는 2004년 5살 때 헤타페 CF의 청소년 팀에 합류했다. 듀로는 2017년 10월 29일에 B팀과 함께 첫 출전을 했는데, 그는 CD 엘 아라모와의 원정 경기에서 테르세라 디비시온에서 카를로스 칼데론을 대신하여 나와 2-1로 승리했다. 2021년 8월 31일, 듀로는 전팀인 발렌시아 CF로 1년 계약의 대여 거래로 이적했으며, 전 헤타페 감독 호세 보르다라스와 재회했다.